# 阿波堀川
阿波堀川（あわぼりがわ）は、かつて大阪府大阪市を流れていた運河。阿波座堀川とも呼ばれた。

## 地理
西横堀川の信濃橋下流側より分流し、西に向かって流れて百間堀川に注いでいた。長さは約1.1km。現在の西区西本町のうち、本町通 - 阿波堀通間にあたる。

## 歴史

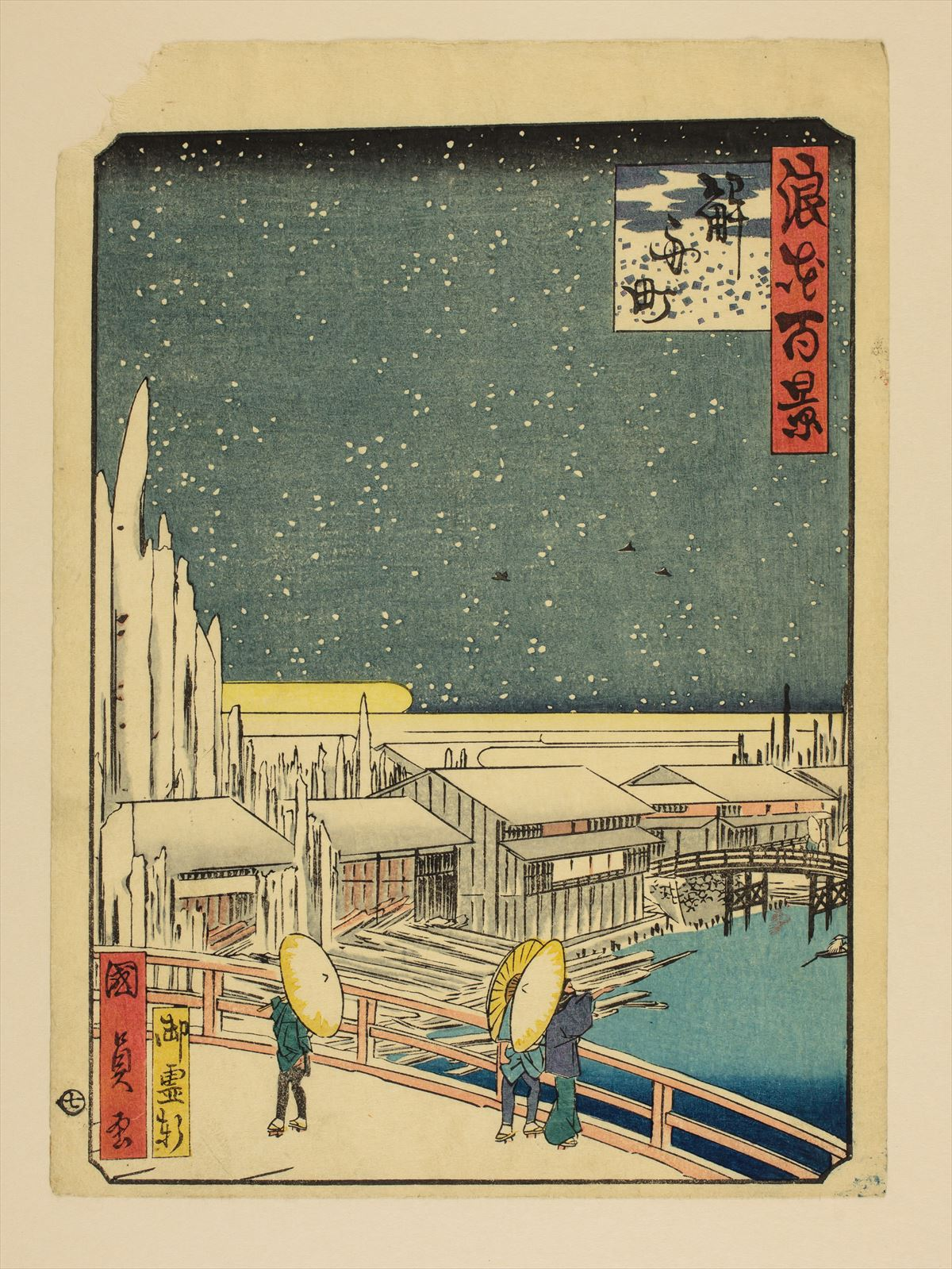
浪速百景 解舟町 幸橋から阿波堀川南岸の奈良屋町を描いた風景

下船場で最初に開削された人工の堀川で、北岸に本町通が通る。
- 1600年（慶長5年） 開削。
- 1624年（寛永元年） 太郎助橋上流側より北へ海部堀川開削。
- 1630年（寛永7年） 岡崎橋下流側より南へ薩摩堀川開削。
- 1956年（昭和31年） 埋立。

## 架かっていた橋
上流から
- 阿波堀橋（幸橋）
- 靱橋 - 四つ橋筋
- 花屋橋（新橋）
- 奈良屋橋（下奈良屋橋）
- 太郎助橋 - なにわ筋
- 松栄橋
- 岡崎橋 - あみだ池筋
- 豊橋 - 新なにわ筋